# Skylum (Vilnius)
Skylum ist ein Wohnhochhäuser-Komplex mit 413 Wohnungen im Stadtteil Viršuliškės der litauischen Hauptstadt Vilnius zwischen Laisvės prospektas und Pilaitės prospektas, eines der modernsten und größten Wohnbauprojekte des Stadtteils. Die Wolkenkratzer sind die höchsten Gebäude von vorgefertigten Stahlbeton-Konstruktionen in Litauen.
Der Wohnkomplex besteht aus zwei 70 Meter hohen Mehrfamilienhäusern mit 20 Stockwerken und zwei Untergeschossen. Die Gebäude haben die Energieeffizienz-Klasse A+. Sie befinden sich auf dem sog. urbanistischen Hügel der Stadt, unweit vom Pressehaus Vilnius und zwei Viršuliškių-Porelė-Wohnhochhäusern. Das Territorium des Komplexes beträgt 0,7754 ha.
Die Adresse lautet Viršilų g. 6, LT-05131 Vilnius.

## Geschichte
Die Baugenehmigung wurde am 16. Juli 2021 erteilt. Das Projekt im Wert von 34 Mio. Euro entwickelte das litauische Bauunternehmen UAB „Omberg“ vom September 2021 bis 2023. Das Investitionsunternehmen UAB „Šiaurės Europos investicinis fondas“ finanzierte den Bau.

## Einrichtung
Die Gesamtfläche beträgt 33.003 m² (davon 10.561 m² unterirdisch und 19.904 m² Wohnbereich). Im Erdgeschoss sind Geschäftsräume (2.539 m²).
In beiden Mehrfamilienhäusern sind Ein- (25,81–28,18 m²), Zwei- (39,85–47 m²), Drei- (66,60–84,43 m²) und Vier-Zimmer-Wohnungen (84,43 m²). Die Wohnungen haben Vitrinenfenster und verglaste Loggien aus Aluminium- und zweifarbigen Glaskonstruktionen. In den Obergeschossen des Gebäudes sind exklusive Wohnungen mit 3 Metern hohen Decken und Panoramafenstern, die den Panorama-Blick auf die Stadt freigeben. Aus den Fenstern sieht man den nahen Waldpark Karoliniškės, das Zentrum und die Altstadt Vilnius.
Es gibt 4 gemeinsame Dachterrassen und mehrere Ruhe- und Begegnungszonen. Die Parkplätze bieten 420 Stellplätze (davon 352 unter den Gebäuden) für Autos und 79 Plätze für Fahrräder. Beim Bau der Tiefgaragen unter den Wolkenkratzern kam die spezielle Beton-Spanntechnik „Post-tensioning“ zum Einsatz. Der Kinderspielplatz beträgt 365 m². In jedem Gebäude gibt es 4 Aufzüge (insgesamt 8 Einheiten, davon sind 4 Aufzüge für die Brandbekämpfung angepasst). In jedem Wohngebäude („A“ und „B“) sind in den mittleren Teilen zwei Treppen vom Typ N1.